# Hassan Niya
Hassan Niya és una pel·lícula algeriana dirigida per Ghaouti Ben Dedouche el 1982 i estrenada el 1989.

## Argument
Hassan és l'home que fa de tot a l'hostal de la seva germana Aïcha, vídua i sense nen. Tota una sèrie d'incidents, de malentesos, esmaltaran el seu dia a dia quotidià en el qual fa successivament de xofer, servidor, soldador, etcètera. Però, negant-se a sotmetre's a tot el que no és conforme a la idea que es fa de la societat i de les coses.

## Repartiment
- Rouiched: Hassan.
- Keltoum: Aicha.
- Sid Ali Kouiret: Bahri.
- Fettouma Ousliha.
- Abdelkader Alloula.
- Mustapha Kateb.
- Mohamed Fellag.